# Tatjana Wladimirowna Kopnina
Tatjana Wladimirowna Kopnina (russisch Татья́на Влади́мировна Копнина́; * 11. November 1921 in Krasnojarsk, Sibirien, Russische Sozialistische Föderative Sowjetrepublik; † 6. März 2009 in Sankt Petersburg, Russland) war eine sowjetisch-russische Malerin und Kunstlehrerin, die in Sankt Petersburg, vormals Leningrad, lebte und arbeitete. Sie wird als eine Vertreterin der Leningrader Schule der Malerei angesehen. Sie war berühmt für ihr Porträts.

## Leben
Tatiana Kopnina wurde in Krasnojarsk, Sibirien, zu der Zeit der Russischen Sozialistischen Föderativen Sowjetrepublik, geboren. Im Jahr 1950 schloss sie ihre Ausbildung am Ilja-Repin-Institut ab. Sie kam aus der Werkstatt von Michail Awilow und war Schülerin von Alexander Saizew, Genrich Pawlowski und Semjon Abugow.
Seit 1949 nahm Tatjana Kopnina an Kunstausstellungen mit Porträts, Genreszenen, Landschaften und Stillleben teil. Im Jahr 1985 hatte sie eine eigene Ausstellung in Leningrad.
Kopnina war seit 1950 Mitglied der Sankt Petersburger Künstlervereinigung.
In den Jahren von 1960 bis 1990 arbeitete Tatjana Kopnina als Lehrerin in der Kunstschule des Ilja-Repin-Institutes in Leningrad.
Tatjana Wladimirowna Kopnina starb am 6. März 2009 in Sankt Petersburg. Ihre Gemälde befinden sich in Museen und privaten Sammlungen in Russland, Japan, den Vereinigten Staaten, China und anderen Ländern.